# Angelina Pivarnick
Angelina Pivarnick (Staten Island, 26 juni 1986) is een Amerikaanse televisiepersoonlijkheid.
Pivarnick werd beroemd door haar deelname aan de eerste twee seizoenen van MTV's Jersey Shore. In de derde aflevering van seizoen 1 verliet ze de serie en dit deed ze opnieuw na 10 afleveringen in seizoen 2. Voorheen was ze werkzaam als onder meer barvrouw en tandartsassistente. Na het tweede seizoen besloot ze niet terug te keren, omdat ze het niet kon vinden met de rest van de cast. Ze werd vanaf het derde seizoen vervangen door Deena Nicole Cortese. Pivarnick had cameo's in seizoenen 5 en 6.
Na Jersey Shore bracht Pivarnick drie singles uit: I'm hot, Gotta go out en Serendipity en nam ze deel aan de realityserie Couples Therapy op VH1.  In 2011 was ze tijdelijk actief als worstelaar voor de worstelorganisatie Total Nonstop Action Wrestling. In 2018 maakte Pivarnick haar terugkeer in Jersey Shore Family Vacation.
Op 20 november 2019 trad Pivarnick in het huwelijk met Chris Larangeira.